# Empis laevigata
Empis laevigata är en tvåvingeart som beskrevs av Friedrich Hermann Loew 1864. Empis laevigata ingår i släktet Empis och familjen dansflugor.
Artens utbredningsområde är New Hampshire. Inga underarter finns listade i Catalogue of Life.